# Đèo D'Ran
Đèo D'Ran hay Đèo Đ'Ran là đèo trên quốc lộ 20 ở vùng đất xã Xuân Trường thành phố Đà Lạt tỉnh Lâm Đồng, Việt Nam .
Đoạn quốc lộ 20 ở vùng đèo là đoạn nối từ thành phố Đà Lạt tới thị trấn D'Ran huyện Đơn Dương, Lâm Đồng. Phía đông nam đèo cỡ 10 km là thị trấn D'Ran, và cách cỡ 16 km là đèo Ngoạn Mục 11°50′14″B 108°38′44″Đ / 11,837294°B 108,645625°Đ.
Cung đường đèo là nơi ngắm cảnh tuyệt đẹp, hướng về vùng trồng hoa và rau Đà Lạt .
Dưới chân đèo còn có Sắc tứ Giác Nguyên tự 11°50′41″B 108°36′30″Đ / 11,84471°B 108,608399°Đ là ngôi chùa cổ kính nhất thị trấn D'Ran .